# جامبورد (برنامج حاسوبي)
جام بورد عبارة عن سبورة بيضاء تفاعلية رقمية طورتها جوجل للعمل مع جوجل ورك سبايس، المعروف سابقًا باسم G Suite. تم الإعلان عنه رسميًا في 25 أكتوبر 2016. تحتوي على شاشة تعمل باللمس مقاس 55 بوصة بدقة 4K ويمكن استخدامها للتعاون عبر الإنترنت باستخدام جوجل ورك سبايس. يمكن أيضًا تثبيت الشاشة على الحائط أو تكوينها في حامل.

## تاريخ
بعد إطلاق Google Apps for Work في عام 2006، تم الإعلان عن إعادة تسمية الخدمة القائمة على الاشتراك باسم G Suite في 29 سبتمبر 2016، جنبًا إلى جنب مع الإعلان عن تكامل التعلم الآلي في برامج جوجل درايف، وإعادة تصميم جوجل هانج آوتس والإعلان عن مساحة الفريق.
في 25 أكتوبر، أعلن مدير المنتج في G Suite TJ Varghese عن Jamboard على مدونة Google الرسمية. تم إطلاق المقطع الدعائي للإعلان عن المنتج في نفس اليوم على موقع يوتيوب. تم إطلاق الموقع أيضًا في نفس اليوم في وقت واحد، بالإضافة إلى إصدار مشاع عن «برنامج المتبني المبكر» للجهاز. تم إصدار Jamboard رسميًا في مايو 2017.

## المعدات
| عرض الحجم            | 55 بوصة                   |
| جودة العرض           | 4K                        |
| عرض معدل التحديث     | 60 هرتز                   |
| عرض إمكانيات اللمس   | ما يصل إلى 16 نقطة        |
| واي فاي              | نعم                       |
| مسح الماسح الضوئي    | كاميرا أمامية عالية الدقة |
| ميكروفون             | ميكروفون مدمج             |
| مكبرات الصوت         | مكبرات صوت مدمجة          |
| قلم                  | قلم مخصص                  |
| ممحاة                | ممحاة [رقمي]              |
| وحدة التحكم الرئيسية | القدرة على فتح "Jam"      |

## نظام التشغيل
يحتوي جامبورد على نظام تشغيل يتوافق مع نظام جوجل ورك سبايس. يمكن أيضًا تنفيذ أي خدمة متوافقة مع جوجل ورك سبايس على الجهاز.

## خدمة الإنترنت
جامبورد، المعروف أكثر باسم Google Jamboard في حالة الاستخدام هذه، متاح أيضًا كخدمة لأي شخص لديه حساب Google.== المميزات ==
- يسهل عملية التعلم عن بعد.
- مواكبة التطور الحالي للعملية التعليمية.
- البرنامج سهل الاستخدام.
- توصيل المعلومة إلى العقل اللاوعي بسهولة لأنه يوفر إمكانية استخدام الصور والألوان.
- توفير المال بعدم شراء الأدوات التي كانت تستعمل في المدرسة كأقلام السبورة مثلا.
- يمكنك التحكم في السبورة سواء بالحذف منها أو بالإضافة عليها.
- تحفظ السبورة أوراقك بشكل أوتوماتيكي.
- أداة تنظيمية رائعة سواء للوقت أو للمحتوى المقدم عليها أو الأشخاص التي يمكنهم استعمال سبورتك التي أعددتها.
- لا يحتاج المتلقيين إلى نقل المعلومات بل إنهم يستطيعون الوصول إلى السبورة بمجرد أن يرسل إليهم رابط السبورة عبر الإيميل.
- يساعد على التغلب على الخوف من استخدام الأدوات الحديثة في عملية التعلم.
- تحفظ دروسك عليها وتستطيع استخدامها اكتر من مرة مع متعلمين جدد.
- يمكن للجميع سواء أفراد أو مدارس التعاون في الشرح والأسئلة في أي وقت وفي أي مكان.
- تسمح لك بالعصف الذهني وتبادل الأفكار مع الفريق الخاص بك.
- القدرة على إنشاء صفحات متعددة داخل نفس المستند.
- يمكن إضافة ملاحظات ثابتة خاصة بك، كما يمكنك ترك التعليقات للطلاب أو لفريق العمل في الصفحة بعد ذلك.
- يمكنك إضافة حيوية على الورقة الخاصة بك عن طريق إدراج الصور والملصقات.
- تسليط الضوء على بعض النقاط باستخدام أداة مؤشر الليزر.
- تستطيع التحكم في إرسال رابط السبورة وتعديله كمشاهد فقط أو كمحرر على السبورة.
- يمكن عمل السبورة مرة واحدة وبعد حفظها يمكنك استخدامها كما تريد.
- يمكنك من مشاركة الآخرين معك عبر إرسال الرابط لهم.
- كما يمكنك من تحديد الأشخاص الذين يستطيعوا مشاهدة السبورة وذلك عن طريق إدخال إيميلاتهم وإرسال رابط السبورة لهم.
- عدم تمكن أي شخص من الولوج إلى السبورة واستخدام الرابط إلا إذا أدرجت إيميله وأرسلته له بنفسك.
- تسمح لك باستخدام الكاميرا واستخدام الصور التي تخدم الشرح.
- محو الأشياء أو الأخطاء بسهولة.
- تستخدم في شرح جميع المواد ومن ضمنها الرياضيات.
- تستطيع العمل في غرفة واحدة أو ضمن مجموعة فرعية لبناء مخطط أو ملصق.
- يجعل الطلاب تفكيرهم مرئيا باستخدام إحدى الشرائح من القالب ثم يتركون التعليقات والملاحظات لبعضهم البعض باستخدام الملاحظات اللاصقة على شرائح بعضهم.
- القدرة على تحريك العناصر بسهولة.
- يدعم “Jamboard” العناصر الخمسة للتعليم مثل: التواصل، التفكير النقدي، الإبداع، التعاون والتنظيم.
- يسمح بإنشاء الرسوم التوضيحية وخرائط المفاهيم، والجداول الزمنية وملاحظات التخطيط.

### خلاصة
أصبحت مواكبة التطور التكنولوجي السريع أمر حتمي وليس اختياري، العالم كله أصبح الآن يتواصل عن بعد سواء في العملية التعليمية أو العملية.
فعدم تعلمك الأدوات التي تساعدك على الانضمام لهم، سيجعلك تخسر الكثير.
فإذا كنت معلما أو تدير اجتماع وتريد أن تتواصل مع طلابك أو أعضاء فريقك بشكل أفضل فإنه يمكنك استخدام تطبيق “Google Jamboard” الذي يمكنك من الكتابة بيدك.
ومشاركة ما كتبته مع من تريد وبالشكل الذي تريده، ويمكنك أيضا تحميل التطبيق والاستمتاع بكل المميزات التي تقدم من خلاله.
ولكي تستفيد من البرنامج بالشكل الكافي يجب أن تخطط للاجتماع أو الدرس قبل البدء وتتأكد من الأمور التقنية مثل الكاميرا، وأن كل الأمور على ما يرام.
ويجب أن تهيئ نفسك ومظهرك وتتعامل مع العمل أو الدراسة كما لو أنك في الحجرة الدراسية أو غرفة الاجتماعات بالفعل.
كما أنه يجب عليك الالتزام بالوقت الخاص بها وبعمل المهمات التي تطلب منك وتقديمها في المواعيد المحددة، وتشاركها أيضا مع الفريق.
إذا كنت عضوا مشاركاً ولست مديرا للجلسة، عندئذ ستحظى بتجربة تعليمية مختلفة.